# Військовий арсенал (Новочеркаськ)
Військовий арсенал (рос. Войсковой арсенал) — будівля в Новочеркаську (Ростовська область, Росія).

## Історія
Будівля арсеналу проектував архітектор Луїджі Руска. Воно було побудовано на розі проспекту Єрмака і Троїцької площі в 1820 році військовим архітектором К. К. Пейкором, який брав найактивнішу участь у будівництві Новочеркаська в перші роки його існування.

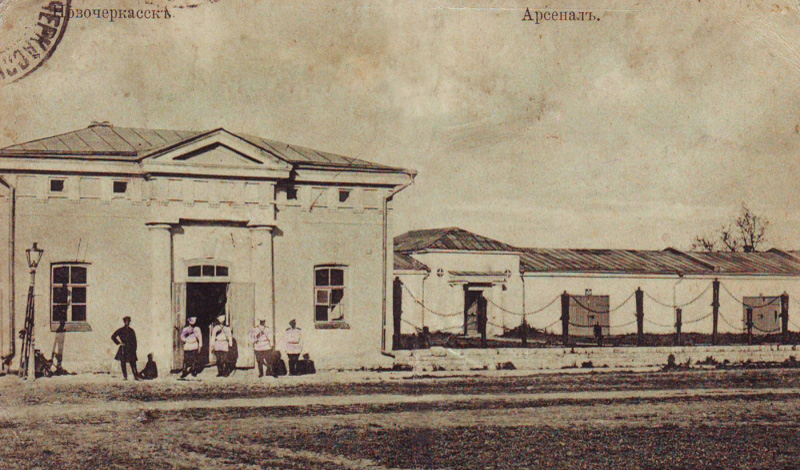
Один з входів в арсенал

Перебуваючи по сусідству з Тріумфальною аркою на Петербурзькому узвозі (нині узвіз Герцена) будівля арсеналу стилістично близько до неї. Цією спорудою Пейкор хотів зв'язати в одне ціле Петербурзький спуск і проспект Єрмака, ведучий до Соборної площі. Бічні крила П-образного будівлі в один поверх мали на фасаді чотириколонні портики, прикрашені бронзовими прапорами і військовими регаліями (до теперішнього часу не збереглися). На майданчику перед арсеналом, огородженій ланцюгами, також були встановлені гармати і ядра, здобуті козаками як в азовських битвах, так і в результаті оборони Таганрога від англо-французьких інтервентів, коли в липні 1855 року при висадці десанту ними був захоплений англійський військовий пароплав «Джаспер».
В даний час в останніх частинах арсеналу знаходиться військова частина.